# دژیرا
دژیرا (روسی: Джира) یک دریاچه در سرزمین آلتای کشور روسیه است.